# Low (fumetto)
(Rick Remender)
Low è una serie regolare a fumetti statunitense, scritta da Rick Remender e disegnata da Greg Tocchini, pubblicata da Image Comics dal 2014. L'opera, di genere fantascientifico, si svolge in un lontano futuro in cui l'espansione del Sole ha costretto l'umanità a rifugiarsi in città sottomarine con cupole anti-radiazioni. Le risorse stanno finendo, l'aria riciclata è diventata tossica e le sonde lanciate alla ricerca di pianeti abitabili non hanno dato risposte. I sopravvissuti hanno perso fiducia in un possibile futuro per l'umanità. Si è quindi entrati in un'epoca di decadenza morale e nichilismo dominante, la civiltà si è frantumata sotto il peso dell'egoismo e della disperazione. L'unica luce di speranza è rappresentata da una ricercatrice (Stel Caine) che insieme a ciò che rimane della sua famiglia lotta per tornare in superficie dopo migliaia di anni.

## Trama

### Il delirio della speranza
(Johl Caine, l'ultimo Timoniere di Salus.)
In un lontano futuro l'espansione del sole ha reso impossibile la vita in superficie, l'umanità si è quindi rifugiata da migliaia di anni in città sottomarine con cupole anti-radiazioni. Nella speranza di trovare mondi abitabili sono state mandate delle sonde nello spazio da cui si aspetta una risposta da decine di migliaia di anni, ma finora non vi sono stati feedback positivi. La civiltà è ora dominata da una cultura nichilista e fatalista, non vi sono più programmi di sviluppo o una visione positiva del pensiero, si è entrati in un'epoca di decadenza morale e politica. Le città sottomarine costruite secoli prima sono ormai abbandonate o in lotta tra di loro, le risorse stanno finendo e l'aria riciclata sta diventando tossica. La città più prospera e abitata (con due milioni di residenti) è rimasta la Cupola di Salus. Qui si presenta ancora una parvenza di ordine ma la classe politica è ormai corrotta e si è rassegnata ad aspettare la fine. La famiglia Caine è la depositaria dell'ultima tuta da Timonieri, un'armatura con esocheletro che permette le esplorazioni sottomarine anche a grandi profondità, possiede tecnologie avanzate per la ricerca ed è dotata di armi ad alto potenziale distruttivo. Ormai viene considerato uno strumento inutile così come l'utilizzo e lo sviluppo di sottomarini, l'élite politica di Salus pensa solo a soddisfare i propri piaceri e si disinteressa della popolazione e del futuro.

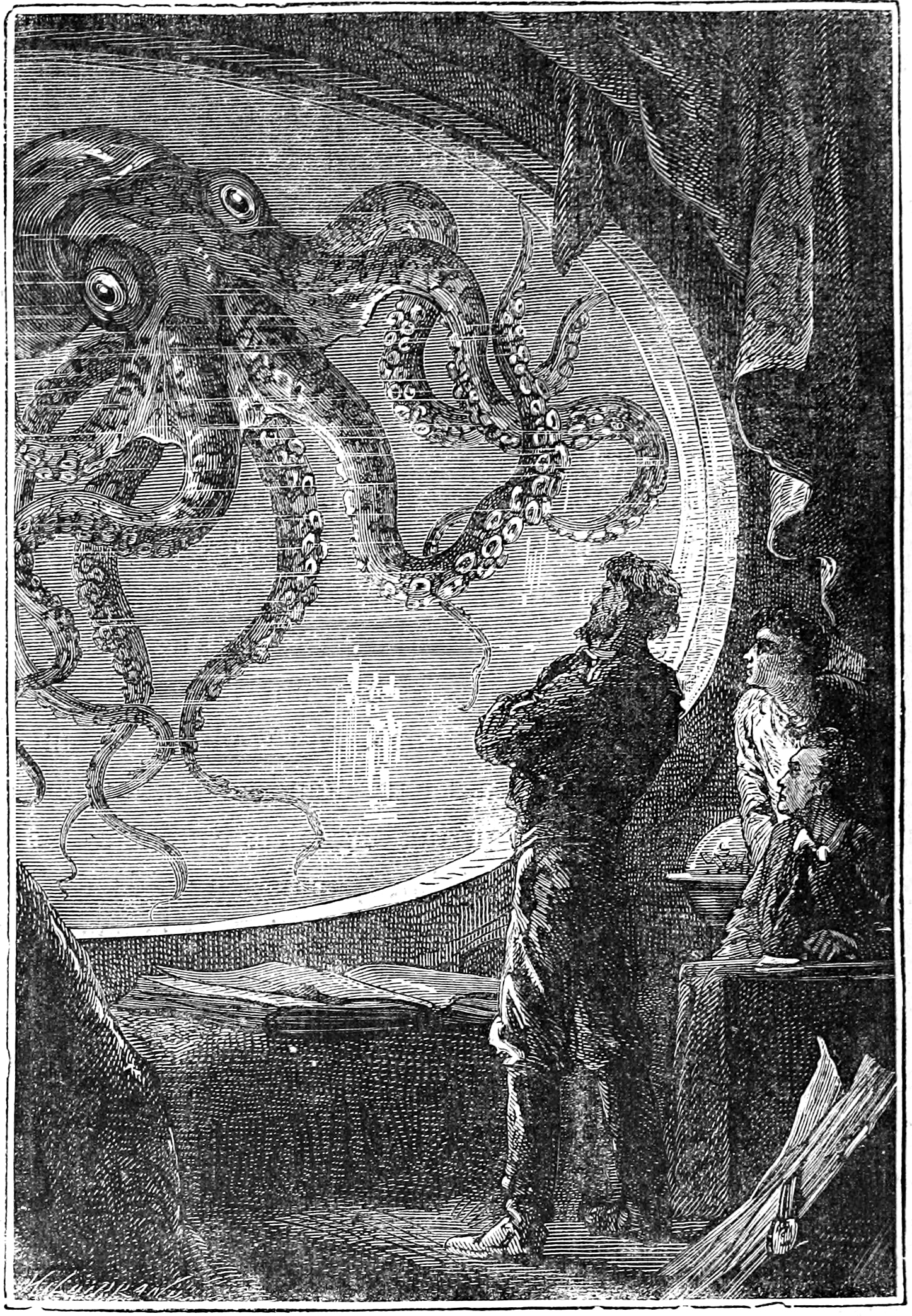
I fondali marini di Low sono popolati da creature strane e leggendarie quali quelle descritte da Jules Verne nel romanzo "Ventimila leghe sotto i mari". Illustrazione di Alphonse de Neuville e Edouard Riou (1870).

John Stel è l'ultimo dei timonieri di Salus, e nonostante l'utilizzo della armatura-tuta subacquea sia ritenuta ormai obsoleta vuole addestrare una delle sue figlie ad usarla. Suo figlio Michael non se ne vuole incaricare perché appassionato di meccanica mentre la moglie Stel è una ricercatrice, l'unica rimasta che monitora con speranza e fiducia le sonde lanciate nello spazio. L'eredità da timonieri della dinastia Caine deve passare ad una delle due figlie: Della e Tajo. Quando queste hanno un'età tra i 10 e 12 anni le porta col suo sottomarino, insieme alla moglie, al di fuori della cupola per iniziare l'addestramento. Qui hanno modo di osservare le enormi creature marine che popolano queste profondità. Tra queste scorgono un gigantesco calamaro gigante appartenente ad una specie denominata Mammut e simile al leggendario Kraken. Senza preavviso sono però attaccati dai pirati di Roln provenienti dalla cupola di Polluma che si trova ad una profondità minore rispetto a Salus ed è dominata da quella che viene definita una Orda di Filibustieri i cui leader sono Roln e suo fratello Grolm. Dopo aver abbordato il sottomarino dei Caine, feriscono Johln, gli rubano le due bambine e la tuta da timoniere, lasciando che la moglie muoia lentamente con lui mentre il sottomarino viene fatto sprofondare nella fossa delle Marianne. Nonostante il marito muoia per le ferite Stel mantiene la fiducia e riesce a salvarsi, promettendogli che troverà le loro figlie e gli darà un futuro.
Dopo questa tragedia passano 10 anni e Stel non ha modo di procurarsi un sottomarino per andare alla ricerca delle figlie. Il figlio Michael è diventato un poliziotto corrotto ed è dipendente da sesso e droghe, come gran parte di coloro che dovrebbero servire le istituzioni e cittadini di Salus. Nonostante tutto, Stel mantiene la speranza e rimane tra i pochi a credere nei principi della religione quantumologica. Un giorno, dalla superficie, arriva il segnale di una sonda che, tornata dal suo viaggio, potrebbe avere le coordinate di un pianeta abitabile. Inizialmente il Governatore non vuole dargli mezzi e uomini sostenendo che è impossibile tornare in superficie e comunque non ha senso dal momento che nessuno che ci abbia provato nel corso dei secoli ha mai fatto ritorno. Stel riesce però ad ottenere una capsula di risalita che porti lei e suo figlio Michael (ora chiamato Mark). Questi viene avvisato dalla madre della missione mentre sta tentando il suicidio, la sua vita è allo sbando, la decadenza e il nichilismo di Salus dilagano ormai nel tessuto sociale svuotando l'esistenza di ogni valore. Per poter sopravvivere bisogna tornare a guardare verso l'alto, tornare in superficie. Durante la risalita la capsula però viene bloccata e danneggiata dalla carcassa di un grosso animale sottomarino. Stel e Mark sono costretti ad uscire con tute subacquee capaci di sole due ore di ossigeno. Il figlio pensa siano spacciati ma la madre gli dice di credere e tentare di raggiungere Polluma (città a minor profondità rispetto a Salus) anche se non ne conoscono l'esatta ubicazione. Quando tutto sembra perduto vengono aiutati nella risalita da enormi cavallucci marini. Una volta raggiunta Polluma, sono però fatti prigionieri da Roln, ora dittatore assoluto di quella che un tempo era l'urbe di riferimento per la conoscenza e lo sviluppo scientifico dell'intera umanità. Ora è in mano a pirati e assassini che hanno reso la popolazione analfabeta e ne controllano gli istinti con giochi gladiatori ospitati in una grande arena. Oltre ad esseri umani Polluma è abitata da umanoidi nati da esperimenti genetici del passato ed esseri con impianti cibernetici e robotici come lo stesso Grolm fratello di Roln. Questi riconosce Stel e la tiene in vita per poter sapere dove si trova la sonda in superficie. Nel frattempo obbliga il figlio a lottare e rischiare la vita nell'arena. Stel scopre che la figlia Tajo è ancora viva ed è a fianco dello stesso Roln che chiama padre mentre invece disprezza il fratello e la madre perché si sono (a suo dire) arresi nel cercarla. Tra i ricatti con cui si vuole estorcere informazioni da Stel, vi è quello che il leader di Polluma è a conoscenza del luogo dove si può trovare l'altra figlia che aveva rapito (Della).
La prigionia si prolunga per 4 mesi ma Stel non cede e suo figlio riesce a sopravvivere a 89 incontri nell'arena divenendo celebre insieme ad altri compagni, una brigata di combattenti acclamata dalle folle come Mark Cain e la sua banda di ammutinati dannati. Il nucleo principale è composto da Mark (che ne diventa il leader), l'ex pirata Zem, Mertali la donna ibrida con sembianze da Sirena e l'enigmatico Io, un androide denominato "Templare del Timone". Questo infonde ulteriore speranza in Stel e comincia a incrinare la scorza di Tajo che torna a provare empatia per i suoi familiari. Roln decide quindi di far morire a tradimento Mark, colpito alla schiena da un suo compagno, mentre combatte un mostro marino nell'arena. Questo smuove definitivamente la sorella che libera la madre e indossa l'armatura da timoniere del padre (rubata 10 anni prima), essendo una Cain ha il codice genetico che gli permette di attivarla.
Epilogo (volume 1): Tajo usa l'enorme potenziale distruttivo dell'armatura per colpire i punti nevralgici di Polluma facendo collassare le strutture portanti della città, i suoi abitanti sono condannati. Arriva ad uccidere personalmente Roln. Stel è sconvolta per la morte di Cain ma viene portata in salvo da due suoi compagni gladiatori della Banda di ammutinati dannati. Tajo incita la madre a continuare la sua missione verso la superficie mentre lei cercherà la sorella Della.

### Prima che l'alba ci bruci
(Stel Caine)

Copertina della raccolta "Star Comics Presenta: Low Vol.2 - Prima che l'alba ci bruci", disegno di Greg Tocchini. Edizione italiana Star Comics (2017)

Stel continua la sua risalita verso la superficie con gli unici due sopravvissuti alla distruzione di Polluma. Si tratta di due amici/compagni di Marik nelle sue imprese nell'arena, facevano parte della Banda di ammutinati Dannati. Si tratta di Zem, ex-pirata e assassino e Mertali, una donna di una specie ibrida (probabilmente creata dall'ingegneria genetica del passato) che presenta il busto simile ad un essere umano e la parte inferiore ad un'enorme pinna, rispecchia quindi la figura mitologica della sirena.
Risalendo verso la superficie raggiungono la città sottomarina denominata Misal, dove risiedevano gli antenati di Zem. L'urbe è stata abbandonata da tempo perché troppo vicino alla superficie ma Stel e i suoi compagni hanno assoluto bisogno trovare cibo e risorse per proseguire. Si tratta di una ricerca disperata e anche Stel, ancora fortemente scossa per la morte di Marik, sembra perdere fiducia nei principi della Quantologia, ora la sua convinzione di poter plasmare il proprio destino vacilla. Nelle rovine di Misal si nascondono però

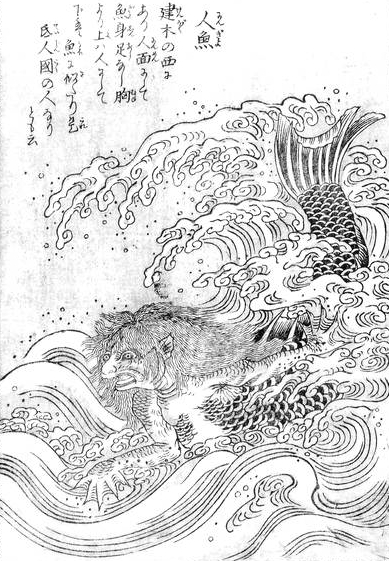
Le sirene che popolano "Misal" sono simili alle Ningyo del folclore giapponese. Illustrazione d'epoca di Toryama Sekien (1780).

delle sirene tipo Mertali ma che hanno subito uno sviluppo differente in quanto si nutrono anche di sangue umano e hanno potenti poteri ipnotici. Nell'aspetto e nel comportamento sono simili alle Ningyo del folclore giapponese. Per un momento riescono ad adescare Stel e le prosciugano del sangue, fortunatamente arriva in suo soccorso Mertali la quale la strappa dall'orda di quelle sirene. Insieme riescono a fuggire verso la capsula di risalita dove trovano Zem che ha trovato del carburante per rifornirsi. Il gruppo di sirene succhia sangue è però una moltitudine che rischia di bloccare la ripartenza della capsula. Zem si lancia in un attacco suicida per ucciderne il più possibile riuscendo a salvarsi (nonostante il suo desiderio di morire) e permettendo al sottomarino di riprendere il percorso verso la superficie. Stel ritorna ad avere speranza e si pente di aver perso la speranza, non dovrà più accadere.
Parallelamente a questi eventi Tajo, nell'armatura salusiana da Timoniere, si reca nella città dove 10 anni prima ha visto portare la sorella Della. Si tratta della cupola di Voldin, dominata da un leader con il titolo di Czar. Roln in persona l'ha barattata 10 anni prima per carburante. Nel tempo Della è divenuta fedele al regime voldiniano che prevede la punizione per ogni forma di pensiero e creatività che possa accendere la speranza nel popolo. L'unico faro per i cittadini è la guida dello Czar. A tal fine è stato instaurato il Ministero del pensiero che controlla che non si produca nessuna forma d'arte o di divulgazione di un pensiero diverso da quello dominante. Della è divenuta un ministro di questa autorità che ha il potere di giustiziare sul posto chiunque sia considerato un artista o un libero pensatore. Nella sua fede alla causa arriva ad uccidere la sua stessa amante che si era segretamente dedicata alla pittura. La sua fiducia nel sistema però vacilla e si rende conto di come il regime sia corrotto e brutalmente oppressivo, la sua obbedienza è dovuta unicamente alla sua mancanza di speranza in un futuro diverso da quello di suddito/ministro voldiniano. La prospettiva cambia con l'arrivo della sorella che si fa largo nella città con la tuta ad esoscheletro da timoniere, l'arma più potente del mondo sommerso. Quando le due si incontrano, Tajo gli parla della madre e della missione per trovare la sonda. Ora Della ha di nuovo un futuro in cui credere.

### La riva della luce morente
(Stel Caine)

Copertina della raccolta "Star Comics Presenta n.24: Low Vol.3 - La riva della luce morente", disegno di Greg Tocchini. Edizione italiana Star Comics (2018).

Fuggite dalla città-cupola di Voldin, le due sorelle hanno bisogno di rifornirsi di carburante e provviste. Per questo tornano a Salus dove sperano di rubare un sottomarino che le aiuti a raggiungere la madre verso la superficie. Una volta rientrate nella città di Salus, tornano a visitare la loro casa natale, quella dei Caine, da cui mancano da un decennio. Tajo è presa dalla nostalgia e indugia a guardare proiezioni di "olofoto" che raccontano del loro passato. Della è invece sconcertata dai sentimenti mostrati dalla sorella e dalla sua rinnovata fiducia nella quantologia. Nonostante sia fuggita da Voldin e il suo sistema ideologico, ne è ancora condizionata. Rimane quindi fortemente critica ed astiosa verso gli insegnamenti della madre, la sua cieca fiducia nella speranza e immaginazione come strumenti per plasmare il futuro. Nonostante questo è decisa a seguire la sorella nella missione verso la superficie. In loro soccorso arriva una donna che sostiene di essere la moglie del fratello Marik ed è pronta ad unirsi a loro. Essendo un ingegnere presso l'istituto di tecnologia salusiano, gli può procurare un sottomarino avanzato denominato "Sub-X". Con questo veicolo e la tuta da Timoniere sarà più facile e rapido raggiungere la superficie.
Nel frattempo Stel ha raggiunto la superficie, è la prima volta che vede il cielo e prova a respirare aria non riciclata. Vi è però il problema dell'intenso calore e delle radiazioni solari. Non si può restare a lungo senza casco o tuta protettiva. Lei e Zem partono in direzione della sonda che, dal luogo di emersione, si trova a circa 200 chilometri. Quello che si trovano di fronte è una landa desolata e desertificata dove però si intravedono i resti delle città costruite dagli uomini migliaia di anni prima. L'aspetto più sorprendente è però la scoperta che la superficie terrestre è ora abitata da creature antropomorfe derivate da specie animali (non umane) e dal comportamento intelligente, sono inoltre in grado di parlare e hanno edificato nuove civiltà. Tra queste scorgono ominidi dalle sembianze di ratti (denominati "Infestatori della Vertigine") e una bizzarra specie che unisce delle caratteristiche umanoidi a quelle di api/insetti (denominati "Lo Sciame"). Tra di loro sono in feroce conflitto.
Della, Tajo e Lena stanno risalendo rapidamente verso la superficie con un sottomarino salusiano di ultima generazione. Le tre donne sembrano diventare amiche ed essere concordi nel voler raggiungere Stel e l'eventuale sonda per dare un futuro all'umanità. In realtà Lena e Della nascondono profondi rancori e un'agenda segreta. La prima a colpire è Lena che dopo aver espulso Della dal sottomarino e aver ferito Tajo, rivela di essere la figlia naturale di Roln. Ha da sempre covato gelosia per l'interesse che il padre mostrava verso la salusiana Tajo da lui cresciuta come una vera figlia. Lena era stata mandata anni prima a Salus per spiarne le attività per recuperare eventuali notizie sulle sonde o eventuali debolezze nelle strutture difensive. Una volta saputa della missione intrapresa da Stel ha ucciso la vera moglie di Marik e ne ha preso le credenziali potendo quindi entrare nel database dei Caine e scoprendo della sonda tornata in superficie. Con il ritorno delle figlie ha continuato a fingere per portare avanti i suoi piani. Ora è animata da una rinnovata sete di vendetta dal momento che Tajo non solo le ha preso e ucciso il padre ma è anche responsabile della distruzione di Polluma. Mentre si appresta a dare il colpo di grazie a Tajo, Della riesce a rientrare nel sottomarino, si veste della tuta da Timoniere e la attiva ma si dispensa dall'aiutare la sorella. Anche lei mostra le sue vere intenzioni, vuole risalire in superficie per vendicarsi della madre e di come, da piccola, le abbia inculcato le falsità della Quantologia. Dal suo punto di vista i principi quantumologici sono blasfemi e l'hanno portata a provare forti sensi di colpa, se è vero che noi creiamo la nostra realtà, perché la sua vita è stata costernata da tragedie e perdite fin da quando era bambina? Tra l'altro all'insaputa della sorella, quando erano a Salus si è recata al Tempio ed ha ucciso il Maestro Masaje, mentore della madre e ultimo dei grandi insegnanti della Filosofia Quantumologica.
In superficie Stel e Rem hanno individuato la sonda che si trova nella città-alveare costruita dalla specie ibrida chiamata Lo Sciame. L'oggetto è stato portato nell'edificio principale, posto nella stanza della Regina e della riproduzione. Si tratta del luogo più protetto, qui la regina inietta delle larve nei corpi di altri esseri umanoidi come gli Infestatori che servono da incubatrici viventi per dar vita a nuove creature dello Sciame. Stel è alquanto indebolita dal momento che ha il casco rotto e il suo corpo sta soffrendo da inquinamento da radiazioni, ormai fa fatica a reggersi in piedi e per lei sembra avvicinarsi la fine. Nonostante la situazione disperata decide di lottare e attira su di sé l'attenzione delle guardie, fungendo da diversivo. Nel frattempo Rem si fionda a prendere la sonda ma prima affronta la Regina in combattimento. La lotta è ardua ma riesce a prevalere, subendo però gravi ferite. Anche Stel riesce a sconfiggere le guardie ma è stata trafitta dal loro pungiglione che contiene una sostanza velenosa. Mentre assaporano l'amara vittoria, arriva un individuo all'interno di una tuta simile a quella di un Timoniere e dice di essere stato attirato dalla loro presenza. Afferma di non vedere esseri umani in superficie da centinaia di migliaia di anni e senza esitazione distrugge sprezzante la sonda. Stel, infranta, perde ogni sua speranza, per la prima volta nella sua vita è presa da una reale disperazione e da uno smarrimento senza fine. Di fronte ai frantumi della sonda e mentre il suo corpo è gravemente ferito e avvelenato riflette sulla vita: «Il tempo scorre. Perdiamo le nostre vite in esso. Cambia così lentamente che non ce ne accorgiamo. Ma come dura ruggine i cambiamenti sono irrevocabili...(eppure) sogniamo di avere un qualche effetto sulle cose. Che esistano la giustizia e l'ordine. Che la vita dipinga la realtà. Ma non c'è nessuno ad ascoltarci. Le nostre speranze sono minori dell'aria rimastaci». Ciò nega tutto ciò in cui Stel Caine ha sempre creduto.

### Aspetti esteriori di atteggiamenti interiori
(Io, "Templare del Timone")
Tajo riprende conoscenza nella sua casa di famiglia a Salus, sorpresa di essere ancora in vita visto che aveva perso conoscenza ferita e alla deriva nei fondali oceanici dopo che la sorella si era rifiutata di aiutarla. Lena che si era rivelata essere figlia di Roln l'aveva attaccata e in seguito alla colluttazione Tajo era stata espulsa dal sottomarino. A salvarla è stata Mertali che dopo aver accompagnato la madre in superficie non ha potuto lasciare l'imbarcazione in quanto ha un corpo simile a quello di una sirena e non può sopravvivere in superficie. Non avendo più avuto segnali vitali dalla tuta di Stel (e credendola morta), è tornata nei fondali marini avendo captato un SOS dal sottomarino con cui stavano risalendo in superficie le sorelle Caine e la falsa moglie di Marik (il cui vero nome è Dolva). Da notare che Tajo conosce Mertali in quanto l'aveva vista combattere insieme al fratello nell'Arena di Polluma. Mertali rivela a Tajo di aver salvato anche la sua compagna pensando fossero amiche e che fosse realmente la moglie del fratello. Adesso però è scomparsa e Tajo sospetta che la presunta Lena Caine voglia vendicarsi della distruzione di Polluma provocando la fine della città-cupola di Salus. Fortunatamente vengono raggiunte dall'androide Io (modello denominato Templare del Timone). Progettato migliaia di anni prima si era ritrovato a combattere nell'Arena di Polluma insieme a Marik, Zem e Mertali. Questi lo avevano poi aiutato a fuggire in quanto lui aveva rivelato che uno scienziato del passato aveva scaricato la sua coscienza nella memoria di Io. Questi sapeva di dover compiere un importante missione ma non ne è consapevole. Dopo aver finto la sua morte sono riusciti a farlo uscire da Poluma. Marik temendo di perire nell'Arena ha scaricato parte della sua memoria in Io, una sorta di eco della sua personalità che avrebbe potuto un giorno aiutare il Templare nella sua missione. Per questo Io, una volta fuggito si è recato su Salus, città d'origine dei Caine, nella speranza di trovare delle risposte allo scopo della sua esistenza e in quanto affascinato dai principi della Quantologia di cui gli parlava Marik. Così come era avvenuto a Polluma maschera il suo aspetto da androide con tessuti e pelle sintetica in modo da sembrare un essere umano terrestre. Io ha subito individuato la presenza di Tajo e Mertali in quanto la sua tecnologia avanzata gli permette di hackerare il sistema di sorveglianza di Salus. Allo stesso modo riescono a localizzare l'ubicazione di Dolva che risulta trovarsi nei quartieri più profondi e degradati di Salus ovvero Roachtown, tristemente nota come "il quartiere dei suicidi". In questa zona della città si recano ogni giorno una moltitudine sempre maggiore di persone in cerca di droghe, orge e piaceri estremi prima di arrivare a togliersi la vita. Rappresenta il capolinea del nichilismo maturatosi a Salus, unico pensiero dominante dove non vi è più spazio per la speranza o i "principi quantumologici". Riescono a trovare Dolva la quale rivela a Tajo di aver realmente piazzato una bomba nei filtri d'aria nella città, ma ormai è tardi e il timer sfiora lo zero facendola detonare. L'esplosione non è sufficiente a distruggere la città ma danneggiando i filtri toglie progressivamente ossigeno a molti quartieri abitati dai cittadini. Da questo nasce una rivolta che porta una moltitudine di gente a ridosso del palazzo del Senato. I politici si sono barricati facendosi proteggere dalle forze dell'ordine e assicurandosi le riserve di ossigeno. Loro potrebbero sopravvivere per altri 3 anni continuando a vivere nell'abbondanza e nella lussuria. Io, Tajo e Mertali intervengono a proteggere i cittadini e illuminano la popolazione sul fatto che i politici gli hanno mentito riguardo alle alternative a quel tipo di vita, c'è la speranza di un futuro migliore in quanto esiste la possibilità che vi sia un mondo abitabile. Inoltre la città di Salus è stata concepita non per essere statica ma è una astronave con dei propulsori in grado di riportarla in superficie e poi fuori dal sistema solare. Si tratta di un azzardo, ma bisogna provare, l'alternativa è perire negli abissi. Di fronte a questa nuova prospettiva anche i militari non eseguono più le direttive dei senatori. Come dichiara Tajo alla folla: «C'è speranza per noi lassù ma nessuno dovrebbe fare questa scelta per voi. Dovete parlare. Dovete urlare. Moriremo qui o mostreremo alla storia che almeno ci abbiamo provato». Avendo il consenso dei suoi cittadini, Io si reca nella cabina di pilotaggio e accende i propulsori, dopo migliaia di anni passati nell'oscurità degli abissi si torna a viaggiare verso l'alto.

## Personaggi
- Stel Caine: protagonista della serie, è una ricercatrice/scienziata della città subacquea di Salus, moglie dell'ultimo Timoniere Johl e madre di tre figli: Michael (o Marik), Della e Tajo. In una città dominata dal nichilismo e dal degrado morale rimane l'unica a sperare in un futuro migliore nonostante manchino segnali incoraggianti. Sono migliaia di anni che nessuno torna vivo dalla superficie terrestre e le sonde mandate in esplorazione non danno segnali di aver trovato pianeti abitabili, entro un anno l'aria riciclata diverrà tossica. La forza gli viene però dalla Quantologia, di cui frequenta l'ultimo tempio in cui dimora il Maestro Masaje. Stel crede fortemente che le nostre convinzioni ed attitudine plasmino la realtà che ci circonda. Bisogna avere la forza di abbandonare la paura ed agire in accordo al futuro che abbiamo visualizzato. Tutto ciò va incontro alla società che la circonda dove il pensiero unico dominante premia il nichilismo e la ricerca del piacere personale. La speranza di Stel è però contagiosa è ha posto i suoi semi nelle coscienze della sua famiglia e non solo, è grazie alla sua fiducia nel futuro (da lei immaginato) che l'umanità troverà uno spiraglio di luci tra gli abissi in cui si è rintanato.
- Johl Caine: è l'ultimo timoniere della città di Salus. Questo li conferisce la possibilità di calarsi all'interno di una tuta sottomarina tecnologicamente molto avanzata con un esoscheletro semi-indistruttibile, dotato di armi e capace moltiplicare la forza di chi lo indossa. Lo scopo di una tale armatura erano molteplici quali la caccia di enormi creature delle profondità, la difesa della città e l'esplorazione. Ormai il Senato di Salus (e di conseguenza i cittadini) ha però da tempo abbandonato ogni speranza nella salvezza del genere umano e quindi l'attività di Timoniere non ha più alcun significato. Nonostante questo Johl ha ritrovato speranza grazie alla moglie Stel e decide quindi di trasmettere ad una delle sue figlie (Tajo e Della) la capacità di pilotare la Tuta. Suo figlio Micheal (o Marik) vi ha rinunciato perché preferisce l'attività di meccanico. Fondamentalmente Johl rimane pessimista sul futuro e certe volte ha difficoltà a capire la fiducia che la moglie ha nei confronti del futuro, per questo si entusiasma soprattutto guardando al passato e alle gesta dell'eroica dinastia dei Caine.
- Marik Caine: unico foglio maschio di Johl e Stel. Caratterialmente è il più volubile e insicuro. Rinuncia già da bambino ad ereditare il ruolo di Timoniere del padre e lo lascia a una delle sorelle per dedicarsi alla meccanica. Dopo la morte del padre e il rapimento delle sorelle da parte di Roln la sua vita prende una deriva morale e nichilistica, in accordo alla società che lo circonda. Diventa un poliziotto, ma lo fa per potersi procurare più facilmente droghe e piaceri a buon mercato. Allontanandosi dalla madre, perde fiducia e speranza nel futuro, arrivando a tentare il suicidio. Stel lo salva ridando uno scopo alla sua vita, ovvero una missione verso la superficie per recuperare una sonda che potrebbe avere informazioni vitali per il genere umano. Marik non vorrebbe seguirla e mantiene un atteggiamento negativo ma si redime quando sono prigionieri di Roln a Polluma e lui è costretto a combattere nell'arena. Qui dimostra il suo coraggio e, di fronte alla morte, ritrova la voglia di vivere. Alla fine si sacrifica permettendo alla madre e alla sorella di fuggire da Roln, fondamentalmente sente di meritarselo, ma se è riuscito a sopravvivere per 4 mesi da gladiatore lo deve ad un insegnamento della madre. Fino all'ultimo respiro gli è infatti rimasta impressa la frase: «E se ti dicessi che tutto è possibile? Che sconfiggendo la paura che hai nel cuore potrebbe cambiare tutto? Ci proveresti? Io lo farei».
- Tajo Caine: una delle due figlie di Johl e Stel. Come la sorella Della è stata rapita da Roln all'età di circa 10 anni. Mentre Della è stata data allo Czar della città di Dolvin lei è stata cresciuta da Roln e la sua ciurma di pirati e assassini a Polluma. Tra i figli dei Cain è considerata la più debole, infatti il padre aveva pensato si affidare a Della il ruolo di nuovo timoniere di Salus. Nonostante questo viene temprata dal decennio passato a Polluma, allevata da Roln come una figlia. Quando Stel e Mark arrivano per liberarla, inizialmente sembra odiare la madre e il fratello per non averla soccorsa prima e pensava di essere stata dimenticata, ma poi li perdona, rivedendo nella madre un faro di speranza. In lei rinascono i sentimenti di affetto per la propria famiglia e, dopo aver assistito alla morte di Mark per colpa di Roln, decide di vendicarsi con un gesto estremo. Utilizzando l'armatura da Timoniere dei Cain (rubata da pirati) utilizza il suo enorme potenziale distruttivo per distruggere la città di Salus arrivando a compiere uno sterminio di massa. Ciò che ha passato nella vita l'ha portata ad essere combattiva e vendicativa ma allo stesso tempo non ha perso fiducia nella madre e nei principi della Quantologia.
- Della Caine è la sorella di Tajo ed inizialmente era stata scelta dal padre per essere colei che avrebbe ereditato il ruolo da Timoniere. Ha infatti da subito dimostrato un forte carattere e un spiccato senso del dovere. Rispetto alla madre è più pragmatica e materialista e nasconde uno spirito molto combattivo. Quando è rapita da Roln viene separata dalla sorella e portata nella città di Dolvin dominata da un regime dittatoriale e autoritario che vede come leader supremo la figura politica dello Czar. In questa città è proibita ogni forma d'arte, l'individualismo e la creatività. Della appoggia questa ideologia ed entra a far parte delle temute milizie armate del Ministero del pensiero, il cui scopo è dare la caccia a chiunque alimenti sogni o speranze. Della è talmente votata alla causa che arriva ad uccidere la donna che ama in quanto è una pittrice. Inoltre cova dentro di sé un profondo risentimento verso la madre e le sue teorie quantumologiche, insegnamenti ritenuti privi di fondamento e portatrici di false speranze.
- Zem Gotir: originario della città abbandonata di Misalt, è cresciuto come pirata a Polluma divenendo Capitano della flotta più temuta di Roln. Nella sua vita ha commesso barbarie e omicidi, indebitandosi però pesantemente con le scommesse clandestine nell'Arena. Ha venduto la sua famiglia come schiavi nella speranza di ripagarli ma poi il vizio è continuato e così è stato imprigionato per lottare come gladiatore fino alla morte. Preso dal senso di colpa e senza più speranza vedeva sollievo solo in una morte rapida, ma poi ha conosciuto Marik. Il figlio di Stel gli ha parlato dei principi della Quantologia e questi hanno riacceso una luce nell'oscurità. Dopo la distruzione di Polluma ha cercato di ripagare il compagno aiutando la madre a fuggire. Stel è inorridita dal passato di Zem ma questi gli riaccende la speranza spronandola ad andare avanti nonostante la morte del figlio. Sostiene che:«Marik non temeva la morte, temeva il fallimento». Per onorare la sua memoria Stel deve continuare la sua missione a discapito delle avversità e degli ostacoli, si può sempre creare un futuro migliore.
- Io: si tratta di un androide creato migliaia di anni prima e che ora si maschera da essere umano usando tessuti e pelle sintetica[4]. Fa parte della Banda di Ammutinati di Marik che combatte nell'Arena di Polluma. Per lungo tempo non rivela la sua vera natura neanche a loro[4]. Si tratta di un modello denominato Templare del Timone, creato in origine per assistere gli infermi e le persone malate. In seguito all'espansione del Sole, sono stati i Templari ad occuparsi della colonizzazione dei fondali marini, della costruzione e manutenzione delle Cupole. Con lo scoppio delle prime guerre sottomarine sono stati riprogrammati e usati come soldati[4]. In gran parte andarono distrutti ma Io è stato nascosto da uno scienziato di una città-cupola ormai abbandonata. Lo ha riprogrammato inserendo nella sua memoria robotica la sua stessa coscienza[4]. In questa vi è nascosto un importante missione e/o scopo che Io deve raggiungere ma di cui non è al momento consapevole. Per cercare di raggiungere il suo obbiettivo si fa aiutare dai compagni a fuggire (con successo) da Polluma dopo aver finto la sua morte nell'Areana[4].

## Realizzazione
Agli inizi del secondo decennio degli anni duemila Rick Remender, raggiunta la popolarità alla Marvel Comics, vuole tornare al fumetto indipendente e ai progetti "creator-owned". Come casa editrice ideale per pubblicare le sue opere individua la Image Comics. Per questa realizza una serie regolare di fantascienza quale Black Science che ottiene un ottimo e inaspettato successo di vendite. Il secondo albo arriva a vendere più copie del numero 1, probabilmente stampato in quantità non sufficienti a soddisfare la richiesta del mercato. Rick si mette subito al lavoro per realizzare un'altra serie regolare sci-fi che ne possa bissare il risultato. Nasce così il progetto che diverrà Low, opera che l'autore sostiene essere tra le più personali, vicina alle sue esperienze di vita e alla filosofia che lo ha plasmato. L'autore afferma che, già dall'età di 7/8 anni, la sua vita è dominata da una visione nichilista della vita e del futuro. La sua personalità si costruisce intorno alla credenza che tutto quello che si possa fare nella vita, come individuo o come società', sia inutile. Questo è stato dimostrato dalla storia, dove ogni impero è caduto e l'uomo ha più volte affrontato cataclismi che lo hanno portato a cominciare da zero nuove civiltà. Con una prospettiva di questo tipo è stato inevitabile per Rick sviluppare una personalità tendenzialmente depressa e alla costante ricerca di conferme alle sue teorie nichiliste. A conforto di tali prospettive apprende, nel periodo dell'adolescenza, che il sole è destinato ad espandersi fino a consumare l'intero sistema solare e distruggere il nostro pianeta, anche se la fine di un ambiente abitabile in superficie arriverà molto prima. Questo è il presupposto apocalittico alla base della serie Low che comincia a prendere forma dopo il 2010, quando lui e Tocchini hanno terminato la limited-series The Last Days of American Crime e stava arrivando la fine per la sua space-opera Fear Agent. Negli anni che precedono la realizzazione di Low, Remender ha però affrontato la sua depressione e visione pessimistica della vita attraverso la psicoterapia. Si è accorto come il suo carattere ha fortemente influenzato i suoi personaggi e le sue storie, in 15 anni da scrittore di fumetti non ha mai delineato un protagonista realmente ottimista, capace di affrontare la vita con entusiasmo ed ottimismo. Per controbilanciare questa inclinazione narrativa crea Stel Caine, protagonista di Low, un'eterna ottimista che sceglie sempre di avere speranza, anche di fronte alle tragedie e agli apparentemente insormontabili ostacoli dell'esistenza. Tale personaggio riflette la mutata attitudine di Remender, che grazie al lavoro compiuto su sé stesso ha compiuto importanti "revisioni" sul suo carattere, ora è convinto che «l'ottimismo e il pensiero cosciente» possano forgiare la realtà. La protagonista di Low è quindi una donna (cardine della sua famiglia) che è profondamente convinta che non è ciò che ci accade a definirci ma lo è il modo in cui lo affrontiamo e lo percepiamo, il tutto all'interno di una cornice mentale forgiata nella speranza e scevra da ogni forma di disfattismo. Per la filosofia di vita espressa nella figura di Stel Caine, l'autore si ispira (in parte) ad un libro la cui lettura lo ha spinto ad osare e cambiare. Si tratta di Illusions di Richard Bach, romanzo (del 1977) in cui l'autore afferma che ognuno è artefice del proprio destino e la realtà è una questione di percezione. L'assioma espresso dal libro è:«Se davvero vuoi eliminare una nube nella tua vita, non devi attribuirle tanta importanza ma semplicemente rilassarti ed eliminarla dai tuoi pensieri. É tutto qui». Remender però si spinge oltre e attinge anche a testi di fisica quantistica per superare il semplice "immobilismo" di Bach e sottolineare come la coscienza si manifesti nell'agire, espressione di una volontà motrice della realtà. Low diviene quindi una summa di tali fonti, paradigmi che hanno guidato e ispirato la vita di Remender nella sua fase più matura come autore e come uomo.
Per i disegni della serie Remender ha voluto il fumettista brasiliano Greg Tocchini con il quale ha già collaborato su un'altra opera creator-owned quale The Last Days of American Crime e qualche albo di Uncanny X-Force per la Marvel Comics. L'artista si è messo in evidenza a livello internazionale dal 2002, iniziando collaborazioni con la Marvel e l'editore francese Le Lombard. Per la Marvel ha disegnato albi per Capitan America, Fantastic Four, Thor, Wolverine oltre ad Uncanny X-Force. Ha collaborato anche con la DC Comics per la quale ha disegnato alcuni albi di Batman and Robin. Ha fondato una sua etichetta indipendente, la Dead Hamster con la quale ha pubblicato la graphic novel Sequence Shot, oltre ad altre opere di autori brasiliani. Rick afferma che Greg è uno degli artisti con il quale si è trovato più in sintonia e inoltre apprezza la sua creatività visiva, capace di sfidare le normali geometrie e strutture degli scenari urbani e paesaggistici. Tale dote è necessaria in un'opera quale Low nella quale è necessario creare un mondo sottomarino dove l'uomo si è rifugiato da decine di migliaia di anni, sviluppando una società, che pur generata da quella attuale, ci deve risultare aliena ed alienante.

## Tematiche
- Realtà post-apocalittica: la storia di Low si svolge decine di migliaia di anni nel futuro dove l'umanità ha dovuto rifugiarsi in città sottomarine protette da cupole e a profondità oceaniche sempre più lontane dalla superficie[2]. Questo dipende dall'espansione del sole che ha reso inabitabile la superficie con il suo calore e radiazioni. All'inizio vi era la speranza di trovare mondi abitabili grazie all'invio di sonde esplorative nello spazio ma non vi è stata risposta positiva nell'arco di migliaia di anni[2]. L'umanità, pur in possesso di tecnologie avanzate, è regredita a livello di sviluppo sociale e convivenza civile. Le città sottomarine si sono isolate, vi sono attacchi e guerriglie per le ultime risorse, in alcune vi anarchia, in altre feroci dittature, altre sono abbandonate[2]. La mancanza di speranza in un futuro migliore ha portato allo sviluppo di un pensiero unico dominante caratterizzato dal Nichilismo e dal decadentismo etico-morale[3]. Siamo quindi di fronte ad una società in cui l'uomo non guarda più allo sviluppo della civiltà ma cerca unicamente il piacere personale, manca speranza e quindi una prospettiva positiva per costruire un futuro[2]. Tali elementi permettono all'autore di trasferire nell'opera un suo personale percorso di vita che lo ha visto affrontare dall'adolescenza una visione pessimistica dell'esistenza e in genere del mondo circostante[1]. Una tale visione ha creato un'attitudine negativa che lo ha portato a dover affrontare sedute di psicoterapia. Con questo fumetto, specialmente attraverso il personaggio di Stel Cain vuole trasmettere la sua ritrovata fiducia nel futuro e nella reale possibilità di cambiare la realtà che ci circonda attraverso le nostre convinzioni e la percezione (da noi creata) del mondo esterno[2].
- Filosofia quantistica (talvolta definita "Quantismo"[9]): Stel Cain, protagonista della serie, vive in una società che si è ormai arresa al suo declino e alla inevitabile distruzione. Nonostante ciò in lei rimane speranza e fiducia nel futuro, un'attitudine sostenuta dalla sua incrollabile fiducia in un sistema filosofico/religioso che Remender denomina Quantologia[3]. Il termine deriva dal fatto che le sue dottrine si sono sviluppate a partire dalla Meccanica quantistica. Principio fondamentale nel quale Stel ha sempre creduto è che: «cambiando l'attitudine interna della mia mente, avrei cambiato gli aspetti esteriori della vita»[10]. Tale convinzione deriva dalla fisica contemporanea la quale sottolinea che le particelle di cui è fatta la materia mutano quando le osserviamo e si comportano andando contro i principi della fisica classica[9]. L'osservatore condiziona il fenomeno osservato creando un entanglement (intreccio/connessione) tra soggetto e oggetto, tra mente e materia[9]. A Salus è rimasto un solo maestro a cui rivolgersi per avere degli insegnamenti di quantologia e si chiama Masaje[10]. Ormai rimane però inascoltato perché la società che lo circonda è caratterizzata dal nichilismo e da un utilitarismo totalmente individualista. Ma partendo dai fondamenti della fisica moderna l'autore ci enuncia (attraverso Masaje e Stel) i principi che caratterizzano la Filosofia quantistica, ovvero[10]:
  - In ognuno di noi giace il potere di forgiare la realtà, perché Dio è la coscienza dell'uomo.
  - La realtà nasce dalla nostra immaginazione e abbiamo ciò che (inconsciamente) crediamo di meritare.
  - Per poter cambiare ciò che ci circonda bisogna eliminare la paura ed avere la volontà d'agire.